# Sebnitzský les
Sebnitzský les (německy Sebnitzer Wald) je zalesněná oblast v zemském okrese Saské Švýcarsko-Východní Krušné hory v Sasku. Na východě jej ohraničuje zástavba města Sebnitz, z dalších stran česko-německá státní hranice. V lesním porostu převažuje nepůvodní smrk ztepilý, zastoupeny jsou však i původní bukové a lužní porosty.

## Přírodní poměry
Sebnitzský les se nachází 2 km východně od centra velkého okresního města Sebnitz. Město vytváří jeho západní hranici, jeho místní část Hertigswalde pak hranici jižní, zbytek je vymezen státní hranicí s Českou republikou. Z geomorfologického hlediska náleží oblast ke Šluknovské pahorkatině. K Sebnitzskému lesu patří svahy Tanečnice (599 m) a dále vrchy Kaiserberg (495 m), Buchberg (460 m) a Wolfstein (393 m). Geologické podloží je převážně tvořeno biotitickým lužickým granodioritem doplněným různě mocnými žílami doleritu. Ve vodních tocích jsou v různém množství zastoupeny zlato, spinel, epidot, zirkon, olivín a rubín. Mezi půdními typy dominuje kambizem, doplňuje ji ranker a podél vodních toků glej. Po severní hranici protéká říčka Sebnice, do níž se vlévají dva pojmenované potoky pramenící na Tanečnici, a to Wolfsbach a Mannsgraben. Z nemnoha vodních ploch je největší rybník Wiesenwegteich. V lesním porostu převládá nepůvodní monokultura smrku ztepilého (Picea abies), zachovaly se též pozůstatky původních acidofilních bučin s dominujícím bukem lesním (Fagus sylvatica) a podél potoků údolní jasanovo-olšové luhy s převažujícím jasanem ztepilým (Fraxinus excelsior) a olší lepkavou (Alnus glutinosa). Kromě typické lesní fauny, jako například jelen evropský (Cervus elaphus), prase divoké (Sus scrofa) a srnec obecný (Capreolus capreolus), jsou zastoupeny také chráněné druhy, mezi něž patří rys ostrovid (Lynx lynx) a několik druhů netopýrů. Na území Sebnitzského lesa se nachází dvě přírodní rezervace Gimpelfang a Heilige Hallen a dále dvě evropsky významné lokality Lachsbach- und Sebnitztal a Sebnitzer Wald und Kaiserberg. 

## Pověst
O tom, jak Sebnitzský les připadl Sasku, vypráví pověst. Jednou byl saský kurfiřt pozván hrabětem Salmem na lov. Ten trval více dnů a oba pánové přenocovali v prosté lesní chýši a další ráno pokračovali v lovu. Večer si dlouhou chvíli krátili hrou. Za výhru nabídl hrabě Salm Sebnitzský les. Štěstí při něm však nestálo, hru prohrál a kurfiřt získal Sebnitzský les do svého vlastnictví. Hrabě Salm však ve hře pokračoval. Chtěl získat Sebnitzský les zpět a dal tedy do hry Tomášovský les. Hra se pro něj však nevyvíjela dobře, čehož si všiml za hrabětem stojící šašek. Ten chtěl svému pánu Tomášovský les zachránit. Náhle proto zhasl světlo, aby nemohla být hra dokončena. Hrabě Salm to cítil jako urážku na cti a svému věrnému služebníkovi, dvornímu šaškovi, uštědřil pár políčků. Tomášovský les však byl díky šaškovi zachráněn a zůstal v majetku hraběte Salma. Sebnitzský les však zůstal v držení saského kurfiřta a je od té doby součástí Saska.

## Památky
Na území Sebnitzského lesa se nachází několik kamenných památek. Křticí kámen (Taufstein) pochází z doby třicetileté války, kdy se ve zdejším lese schovávali poddaní před vojáky. K dalším patří Jelení kámen (Hirschstein) a Mrtvý kámen (Leichenstein). V severní části poblíž státní hranice stojí dřevěná kaple svatého Huberta (Hubertuskapelle).

## Galerie

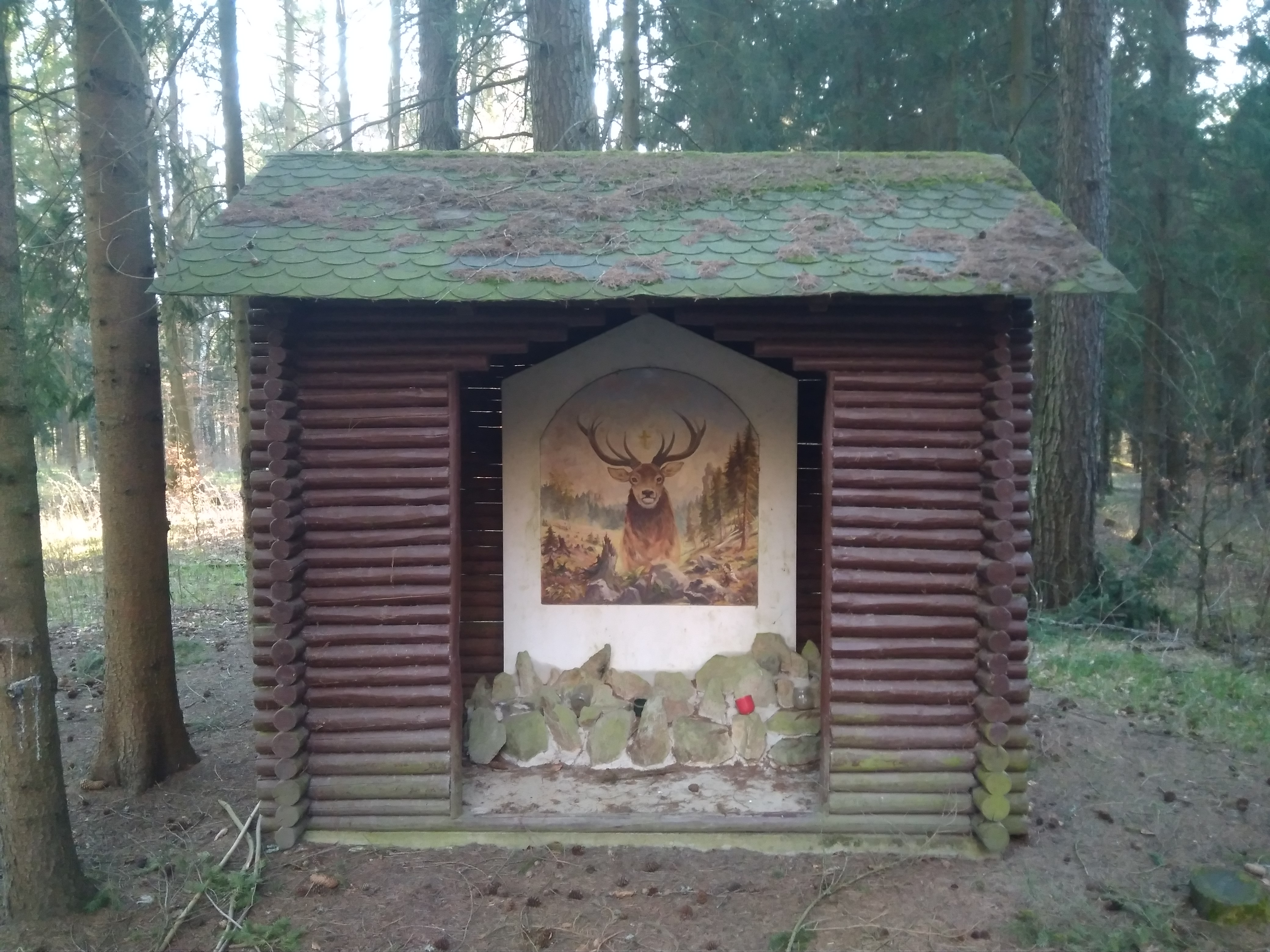
Kaple svatého Huberta
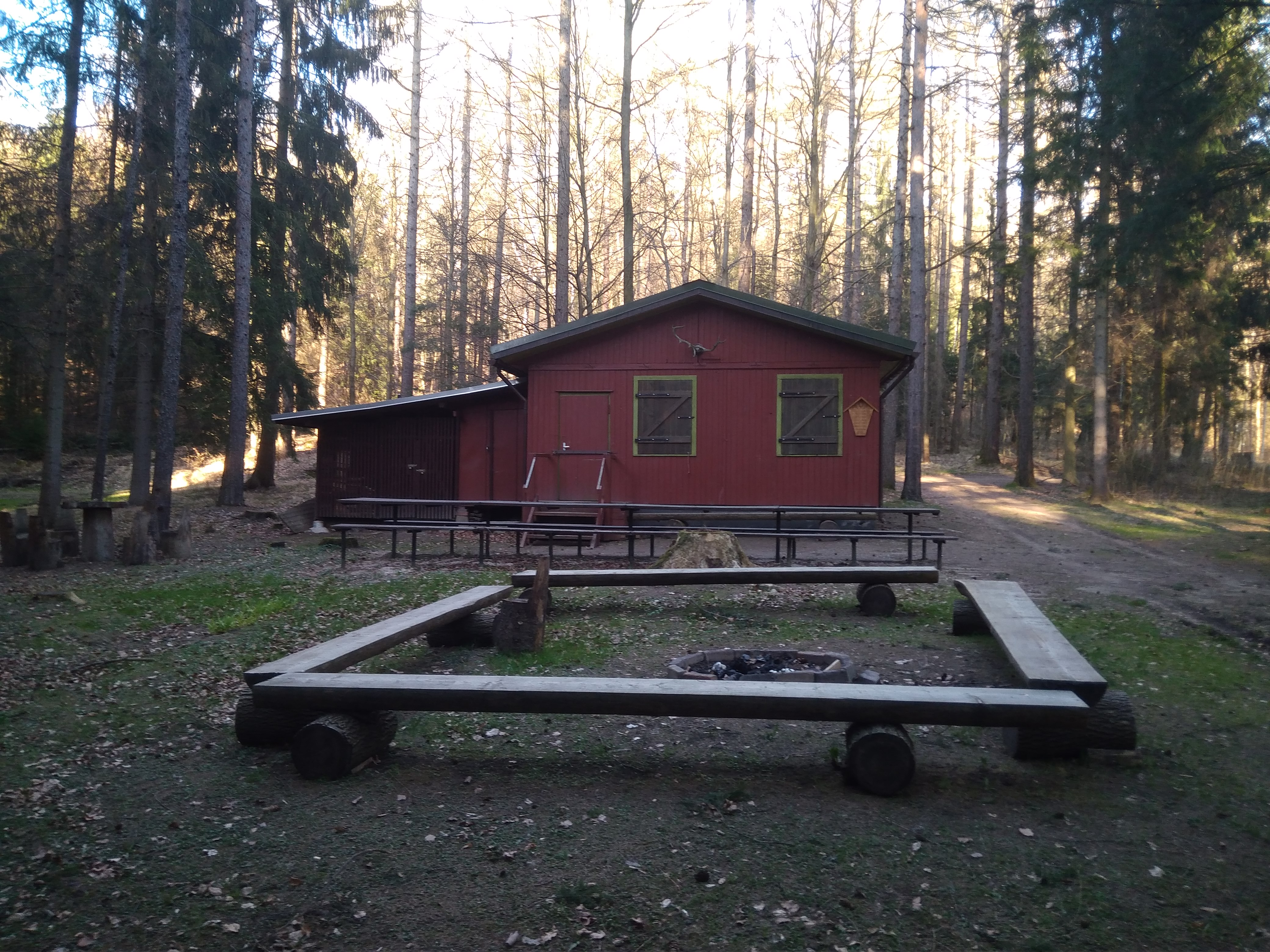
Bouda u kaple svatého Huberta
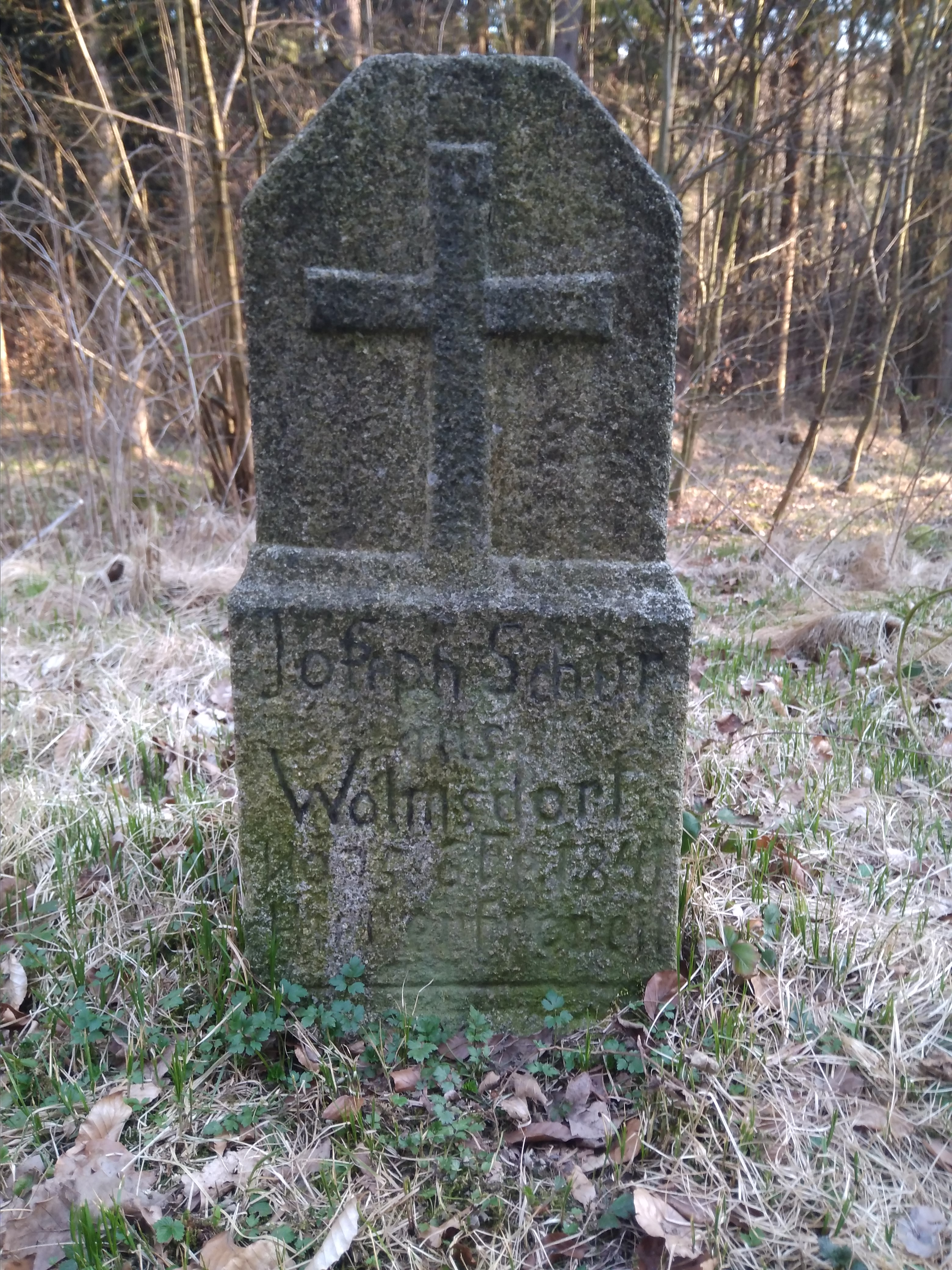
Leichenstein u Staré vilémovské silnice
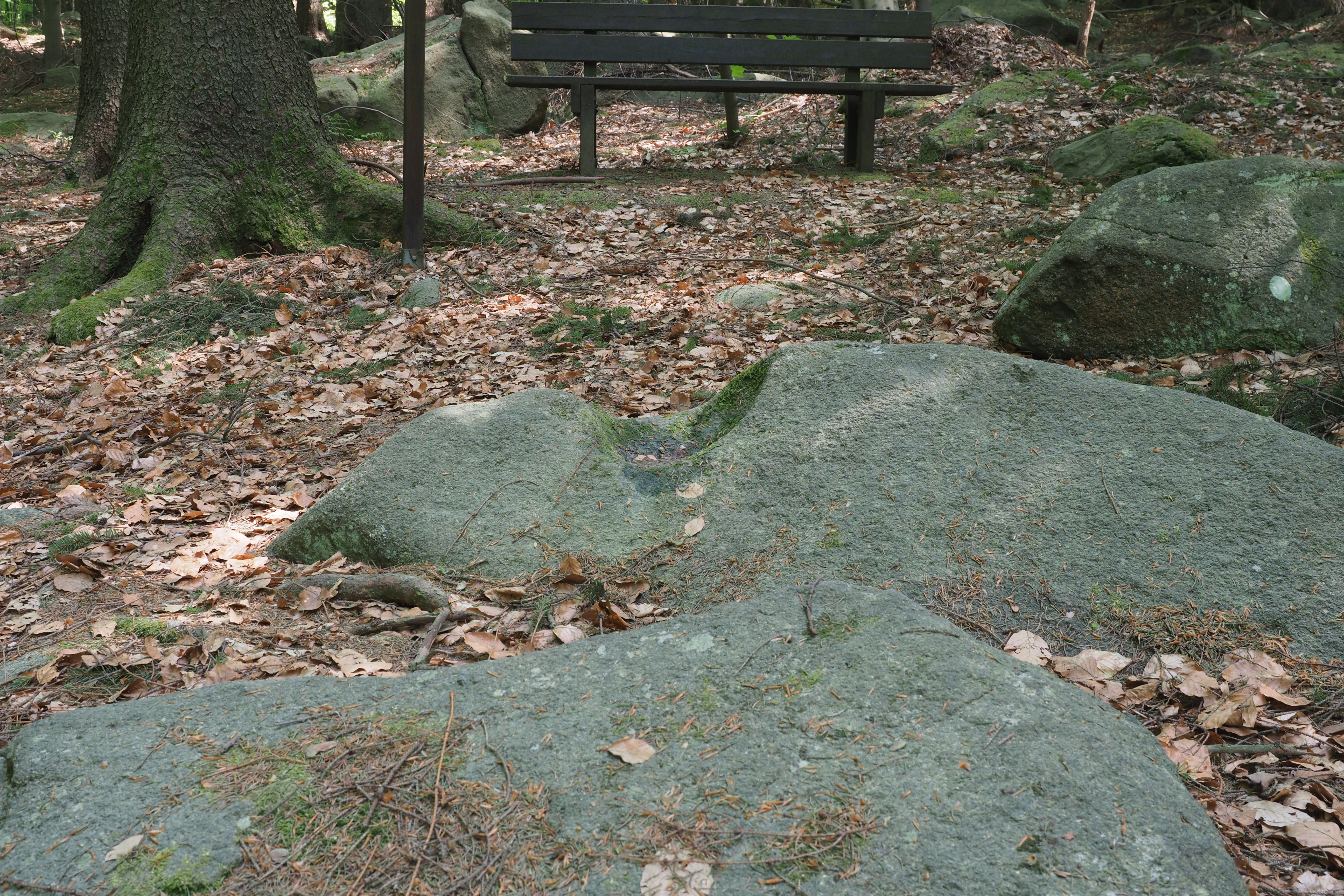
Křticí kámen
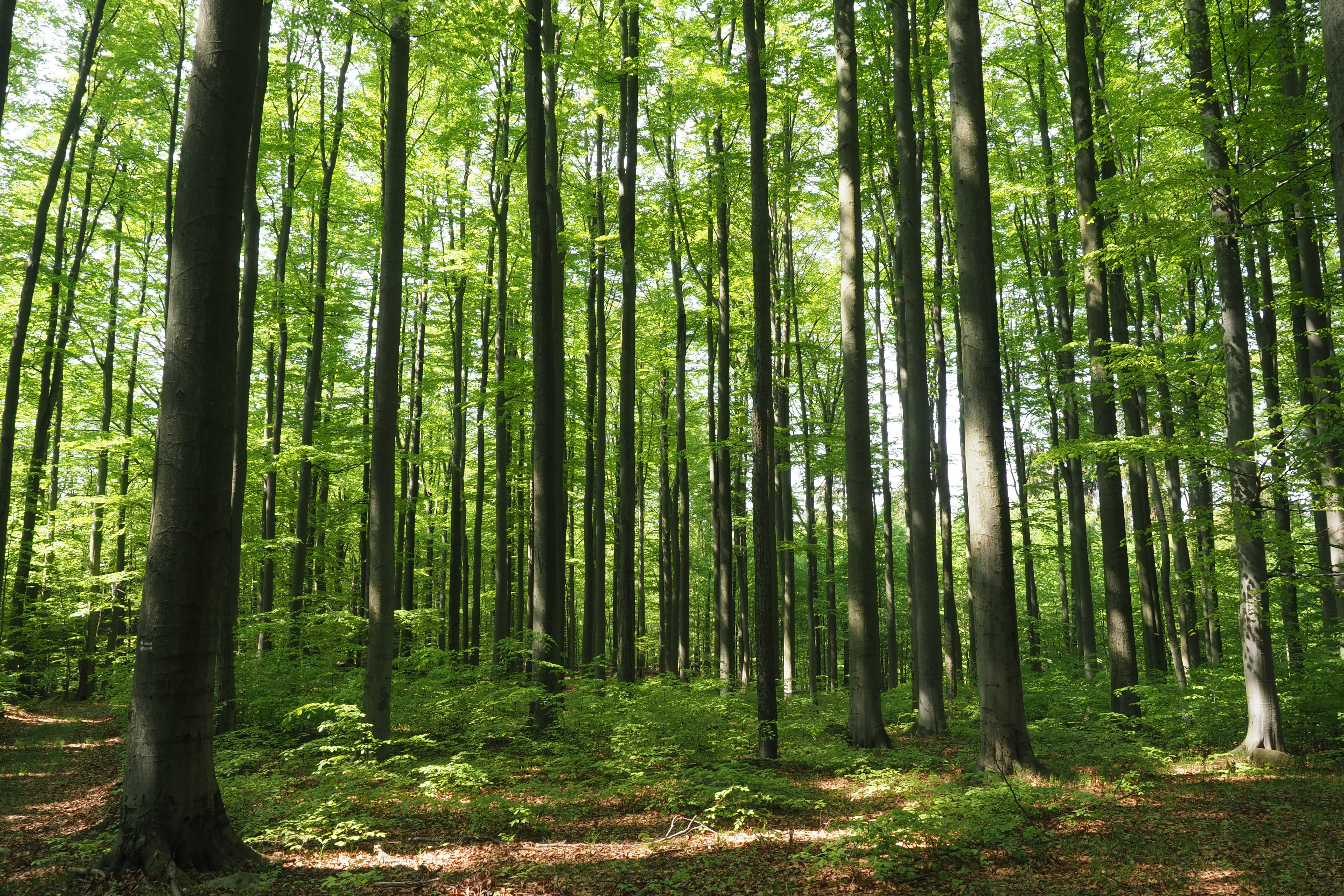
Heilige Hallen
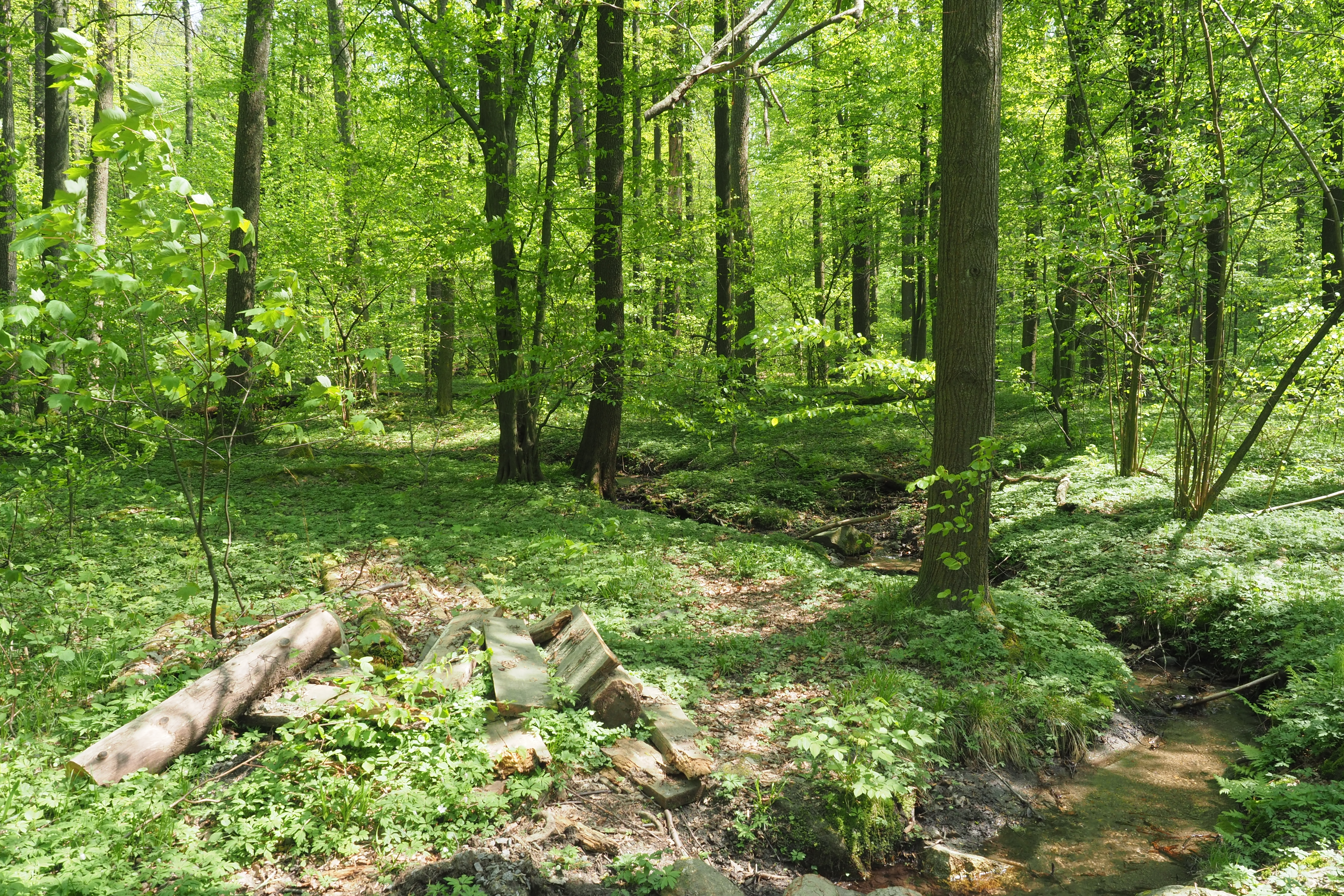
Gimpelfang